# Spojené státy americké na Letních olympijských hrách 1992
Spojené státy americké na Letních olympijských hrách v roce 1992 ve španělské Barceloně reprezentovalo 545 sportovců, z toho 190 žen a 355 mužů, ve 28 sportech.

## Medailisté
| Medaile | Jméno | Sport                   | Soutěž                                                      |
| ------- | --- | ----------------------- | ----------------------------------------------------------- |
| Zlato   | Michael Marsh | Atletika                | Muži 200 m                                                  |
| Zlato   | Quincy Watts | Atletika                | Muži 400 m                                                  |
| Zlato   | Kevin Young | Atletika                | Muži 400 m překážek                                         |
| Zlato   | Michael Marsh Dennis Mitchell Leroy Burrell Carl Lewis James Jett (rozběh) | Atletika                | Muži štafeta 4 × 100 m                                      |
| Zlato   | Andrew Valmon Quincy Watts Michael Johnson Steve Lewis Darnell Hall (rozběh) Charles Jenkins (rozběh)                                                                                     | Atletika                | Muži štafeta 4 × 400 m                                      |
| Zlato   | Carl Lewis | Atletika                | Muži skok daleký                                            |
| Zlato   | Mike Conley | Atletika                | Muži trojskok                                               |
| Zlato   | Mike Stulce | Atletika                | Muži vrh koulí                                              |
| Zlato   | Gail Deversová | Atletika                | Ženy 100 m                                                  |
| Zlato   | Gwen Torrenceová | Atletika                | Ženy 200 m                                                  |
| Zlato   | Gwen Torrenceová Evelyn Ashfordová Carlette Guidry Esther Jones Michelle Finn (rozběh) | Atletika                | Ženy štafeta 4 × 100 m                                      |
| Zlato   | Jackie Joynerová-Kerseeová | Atletika                | Ženy sedmiboj                                               |
| Zlato   | Scottie Pippen David Robinson John Stockton Christian Laettner Karl Malone Chris Mullin Patrick Ewing Magic Johnson Michael Jordan Charles Barkley Larry Bird Clyde Drexler               | Basketbal               | Turnaj mužů                                                 |
| Zlato   | Oscar de la Hoya | Box                     | Muži lehká váha do 60 kg                                    |
| Zlato   | Scott Strausbaugh Joe Jacobi | Kanoistika              | Muži C2 slalom muži                                         |
| Zlato   | Mark Lenzi | Skoky do vody           | Muži prkno 3 m                                              |
| Zlato   | Trent Dimas | Sportovní gymnastika    | Muži Horizontal Bar                                         |
| Zlato   | Launi Meili | Sportovní střelba       | Ženy 50 metrů libovolná malorážka 3×20 ran – polohový závod |
| Zlato   | Nelson Diebel | Plavání                 | Muži 100 m prsa                                             |
| Zlato   | Mike Barrowman | Plavání                 | Muži 200 m prsa                                             |
| Zlato   | Pablo Morales | Plavání                 | Muži 100 m motýlek                                          |
| Zlato   | Melvin Stewart | Plavání                 | Muži 200 m motýlek                                          |
| Zlato   | Jon Olsen Matt Biondi Joe Hudepohl Tom Jager Shaun Jordan (rozplavba) Joel Thomas (rozplavba)                                                                                             | Plavání                 | Muži 4 × 100 m volný způsob                                 |
| Zlato   | Jeff Rouse Nelson Diebel Pablo Morales Jon Olsen David Berkoff (rozplavba) Hans Dersch (rozplavba) Melvin Stewart (rozplavba) Matt Biondi (rozplavba)                                     | Plavání                 | Muži štafeta 4 × 100 m polohový závod                       |
| Zlato   | Nicole Haislett | Plavání                 | Ženy 200 m volný způsob                                     |
| Zlato   | Janet Evansová | Plavání                 | Ženy 800 m volný způsob                                     |
| Zlato   | Summer Sanders | Plavání                 | Ženy 200 m motýlek                                          |
| Zlato   | Dara Torresová Nicole Haislett Angel Martino Jenny Thompsonová Ashley Tappin (rozplavba) Crissy Ahmann-Leighton (rozplavba)                                                               | Plavání                 | Ženy štafeta 4 × 100 m volný způsob                         |
| Zlato   | Jenny Thompsonová Crissy Ahmann-Leighton Lea Loveless Anita Nall Janie Wagstaff (rozplavba) Megan Kleine (rozplavba) Summer Sanders (rozplavba) Nicole Haislett (rozplavba)               | Plavání                 | Ženy štafeta 4 × 100 m polohový závod                       |
| Zlato   | Kristen Babb-Sprague | Synchronizované plavání | Ženy jednotlivci                                            |
| Zlato   | Karen Josephson Sarah Josephson | Synchronizované plavání | Ženy dvojice                                                |
| Zlato   | Jennifer Capriatiová | Tenis                   | Ženy dvouhra                                                |
| Zlato   | Gigi Fernándezová Mary Joe Fernandezová | Tenis                   | Ženy čtyřhra                                                |
| Zlato   | John Smith | Zápas                   | Muži volný styl do 62 kg                                    |
| Zlato   | Kevin Jackson | Zápas                   | Muži volný styl do 82 kg                                    |
| Zlato   | Bruce Baumgartner | Zápas                   | Muži volný styl do 130 kg                                   |
| Zlato   | Hal Haenel Mark Reynolds | Jachting                | Muži třída Star                                             |
| Stříbro | Steve Lewis | Atletika                | Muži 400 m                                                  |
| Stříbro | Tony Dees | Atletika                | Muži 110 m překážek                                         |
| Stříbro | Michael Powell | Atletika                | Muži skok daleký                                            |
| Stříbro | Charles Simpkins | Atletika                | Muži trojskok                                               |
| Stříbro | Jim Doehring | Atletika                | Muži vrh koulí                                              |
| Stříbro | LaVonna Martinová | Atletika                | Ženy 100 m překážek                                         |
| Stříbro | Sandra Farmerová-Patricková | Atletika                | Ženy 400 m překážek                                         |
| Stříbro | Gwen Torrenceová Natasha Kaiser Jearl Milesová Rochelle Stevens Denean Hill (rozběh) Dannette Young (rozběh)                                                                              | Atletika                | Ženy štafeta 4 × 400 m                                      |
| Stříbro | Chris Byrd | Box                     | Muži váha střední do 75 kg                                  |
| Stříbro | Scott Donie | Skoky do vody           | Muži věž 10 m                                               |
| Stříbro | Shannon Millerová | Sportovní gymnastika    | Ženy víceboj – jednotlivci                                  |
| Stříbro | Shannon Millerová | Sportovní gymnastika    | Ženy kladina                                                |
| Stříbro | Jason Morris | Judo                    | Muži do 78 kg                                               |
| Stříbro | Jeffrey McLaughlin Thomas Bohrer William Burden Patrick Manning | Veslování               | Muži čtyřka bez kormidelníka                                |
| Stříbro | Amy Fuller Shelagh Donohoe Cindy Eckert Carol Feeney | Veslování               | Ženy čtyřka bez kormidelníka                                |
| Stříbro | Robert Foth | Sportovní střelba       | Muži 50 metrů libovolná malorážka 3×40 ran polohový závod   |
| Stříbro | Matt Biondi | Plavání                 | Muži 50 m volný způsob                                      |
| Stříbro | Jeff Rouse | Plavání                 | Muži 100 m znak                                             |
| Stříbro | Gregory Burgess | Plavání                 | Muži 200 m polohový závod                                   |
| Stříbro | Eric Namesnik | Plavání                 | Muži 400 m polohový závod                                   |
| Stříbro | Jenny Thompsonová | Plavání                 | Ženy 100 m volný způsob                                     |
| Stříbro | Janet Evansová | Plavání                 | Ženy 400 m volný způsob                                     |
| Stříbro | Anita Nall | Plavání                 | Ženy 100 m prsa                                             |
| Stříbro | Crissy Ahmann-Leighton | Plavání                 | Ženy 100 m motýlek                                          |
| Stříbro | Summer Sanders | Plavání                 | Ženy 200 m polohový závod                                   |
| Stříbro | Dennis Koslowski | Zápas                   | Muži řecko-římský do 100 kg                                 |
| Stříbro | Zeke Jones | Zápas                   | Muži volný styl do 52 kg                                    |
| Stříbro | Kenny Monday | Zápas                   | Muži volný styl do 74 kg                                    |
| Stříbro | Brian Ledbetter | Jachting                | Muži třída Finn                                             |
| Stříbro | Mike Gebhardt | Jachting                | Muži třída Lechner Sailboard                                |
| Stříbro | Stephen Bourdow Paul Foerster | Jachting                | Muži třída Flying Dutchman                                  |
| Stříbro | Keith Notary Randy Smyth | Jachting                | Muži třída Tornado                                          |
| Stříbro | Kevin Burnham Morgan Reeser | Jachting                | Muži třída 470                                              |
| Stříbro | James Brady Doug Kern Kevin Mahaney | Jachting                | Muži třída Soling                                           |
| Bronz   | Dennis Mitchell | Atletika                | Muži 100 m                                                  |
| Bronz   | Michael Bates | Atletika                | Muži 200 m                                                  |
| Bronz   | Johnny Gray | Atletika                | Muži 800 m                                                  |
| Bronz   | Jack Pierce | Atletika                | Muži 110 m překážek                                         |
| Bronz   | Joe Greene | Atletika                | Muži skok daleký                                            |
| Bronz   | Dave Johnson | Atletika                | Muži desetiboj                                              |
| Bronz   | Lynn Jenningsová | Atletika                | Ženy 10000 m                                                |
| Bronz   | Janeene Vickersová | Atletika                | Ženy 400 m překážek                                         |
| Bronz   | Jackie Joynerová-Kerseeová | Atletika                | Ženy skok daleký                                            |
| Bronz   | Suzanne McConnell Vickie Orr Teresa Weatherspoon Tammy Jackson Carolyn Jones-Young Katrina McClain Clarissa Davis Medina Dixon Teresa Edwards Vicky Bullett Daedra Charles Cynthia Cooper | Basketbal               | Turnaj žen                                                  |
| Bronz   | Timothy Austin | Box                     | Muži váha muší do 51 kg                                     |
| Bronz   | Greg Barton | Kanoistika              | Muži K1 1000 m                                              |
| Bronz   | Dana Chladeková | Kanoistika              | Ženy K1 slalom                                              |
| Bronz   | Erin Hartwell | Cyklistika              | Muži 1000 m s pevným startem                                |
| Bronz   | Rebecca Twigg | Cyklistika              | Ženy 3000 m stíhací závod                                   |
| Bronz   | Mary Ellen Clark | Skoky do vody           | Ženy věž 10 m                                               |
| Bronz   | Norman Dello Joio | Jezdectví               | Parkurové skákání - jednotlivci                             |
| Bronz   | Michael Poulin Charlotte Bredahl Robert Dover Carol Lavell | Jezdectví               | Drezura - družstva                                          |
| Bronz   | Shannon Millerová | Sportovní gymnastika    | Ženy bradla                                                 |
| Bronz   | Shannon Millerová | Sportovní gymnastika    | Ženy prostná                                                |
| Bronz   | Kim Zmeskal Shannon Millerová Betty Okino Kerri Strug Wendy Bruce Dominique Dawes | Sportovní gymnastika    | Družstvo žen                                                |
| Bronz   | Stephanie Pierson Anna Seaton | Veslování               | Ženy dvojka bez kormidelníka                                |
| Bronz   | Tom Jager | Plavání                 | Muži 50 m volný způsob                                      |
| Bronz   | David Berkoff | Plavání                 | Muži 100 m znak                                             |
| Bronz   | Jon Olsen Melvin Stewart Doug Gjertsen Joe Hudepohl Scott Jaffe (rozběh) Dan Jorgensen (rozběh)                                                                                           | Plavání                 | Muži štafeta 4 × 200 m volný způsob                         |
| Bronz   | Angel Martino | Plavání                 | Ženy 50 m volný způsob                                      |
| Bronz   | Lea Loveless | Plavání                 | Ženy 100 m znak                                             |
| Bronz   | Anita Nall | Plavání                 | Ženy 200 m prsa                                             |
| Bronz   | Summer Sanders | Plavání                 | Ženy 400 m polohový závod                                   |
| Bronz   | Mary Joe Fernandezová | Tenis                   | Ženy dvouhra                                                |
| Bronz   | Eric Sato Jeff Stork Stephen Timmons Bryan Ivie Douglas Partie Robert Samuelson Scott Fortune Daniel Greenbaum Brent Hilliard Nick Becker Carlos Briceno Robert Ctvrtlik                  | Volejbal                | Turnaj mužů                                                 |
| Bronz   | Liane Sato Paula Weishoff Yoko Zetterlund Elaina Oden Kim Oden Teee Sanders Caren Kemner Ruth Lawanson Tammy Liley Janet Cobbs Tara Cross-Battle Lori Endicott                            | Volejbal                | Turnaj žen                                                  |
| Bronz   | Rodney Smith | Zápas                   | Muži řecko-římský do 68 kg                                  |
| Bronz   | Christopher Campbell | Zápas                   | Muži volný styl do 90 kg                                    |
| Bronz   | J. J. Isler Pamela Healy | Jachting                | Ženy třída 470                                              |
| Bronz   | Julia Trotman | Jachting                | Ženy třída Europe                                           |